# Округ Вајт Пајн (Невада)
Вајт Пајн (енгл. White Pine County) је округ у америчкој савезној држави Невада.

## Демографија
По попису из 2010. године број становника је 10.030, што је 849 (9,2%) становника више него 2000. године.
| Група             | 2000.         | 2010.         |
| Белци             | 7.295 (79,5%) | 7.652 (76,3%) |
| Афроамериканци    | 380 (4,1%)    | 395 (3,9%)    |
| Азијати           | 72 (0,8%)     | 97 (1,0%)     |
| Хиспаноамериканци | 1.008 (11,0%) | 1.326 (13,2%) |
| Укупно            | 9.181         | 10.030        |